# Декстер (Мен)
Декстер (англ. Dexter) — місто (англ. town) в США, в окрузі Пенобскот штату Мен. Населення — 3803 особи (2020).

## Демографія
Згідно з переписом 2010 року, у місті мешкало 3895 осіб у 1651 домогосподарстві у складі 1064 родин. Було 2141 помешкання
Расовий склад населення:
| - 97,2 % — білих - 0,7 % — корінних американців - 0,5 % — азіатів - 0,3 % — чорних або афроамериканців |

До двох чи більше рас належало 1,3 %. Частка іспаномовних становила 1,1 % від усіх жителів.
За віковим діапазоном населення розподілялося таким чином: 21,4 % — особи молодші 18 років, 60,1 % — особи у віці 18—64 років, 18,5 % — особи у віці 65 років та старші. Медіана віку мешканця становила 44,8 року. На 100 осіб жіночої статі у місті припадало 92,4 чоловіків;  на 100 жінок у віці від 18 років та старших — 90,0 чоловіків також старших 18 років.
Середній дохід на одне домашнє господарство  становив 44 356 доларів США (медіана — 32 188), а середній дохід на одну сім'ю — 50 980 доларів (медіана — 37 396). Медіана доходів становила 42 813 долари для чоловіків та 35 958 доларів для жінок. За межею бідності перебувало 18,8 % осіб, у тому числі 17,9 % дітей у віці до 18 років та 11,1 % осіб у віці 65 років та старших.
Цивільне працевлаштоване населення становило 1437 осіб. Основні галузі зайнятості: роздрібна торгівля — 29,2 %, освіта, охорона здоров'я та соціальна допомога — 21,2 %, публічна адміністрація — 10,0 %, виробництво — 8,7 %.